# Milan Bokša
Milan Bokša (* 3. Mai 1951 in Aš) ist ein ehemaliger tschechischer Fußballspieler und derzeitiger Fußballtrainer.

## Spielerkarriere
Bokša spielte in seiner Jugend für Jiskra Aš und Škoda Pilsen. Seine einzige Station im Seniorenbereich war der Prager Verein SK Břevnov, schon mit 23 Jahren beendete er seine Laufbahn, um sich fortan der Trainertätigkeit zu widmen.

## Trainerlaufbahn
Bokšas erster Verein in seiner langen Karriere war das B-Team von Dukla Tabór in den Spielzeiten 1975/76 und 1976/77. Anschließend war er drei Jahre im Juniorenbereich seines ehemaligen Klubs SK Břevnov tätig. 1979 wurde er zudem Co-Trainer bei der tschechoslowakischen U-18-Nationalmannschaft. Von 1980 bis 1982 war Bokša Assistenztrainer bei den Junioren von Dukla Prag, von 1981 bid 1983 Co-Trainer bei der U-21-Auswahl der Tschechoslowakei.  Anschließend war er vier Jahre direkt beim nationalen Verband angestellt und arbeitete in der tschechoslowakischen Fußballakademie ČSFA. 1989 ging er zusammen mit Josef Masopust nach Indonesien, um die dortige Olympiaauswahl zu trainieren.
Bokša kehrte 1991 in die Tschechoslowakei zurück und wurde zum ersten Mal hauptverantwortlicher Trainer einer Vereinsmannschaft. Bei VTJ Teplice blieb er zwei Jahre und stieg mit der Mannschaft von der dritten in die zweite Liga auf. In der Winterpause der Saison 1993/94 übernahm er den Erstligisten Union Cheb und führte in vom achten auf den vierten Tabellenplatz. In der Spielzeit 1995/96 betreute Bokša den damaligen Zweitligisten SK LeRK Brno. Anschließend kehrte er in die Gambrinus Liga zurück und erreichte mit Petra Drnovice Rang sieben. In den beiden folgenden Spieljahren war Bokša Trainer bei Sigma Olomouc. Das Team wurde 1998 Dritter, im April 1999 wurde der Coach entlassen, da die Klubführung die Qualifikation für den UEFA-Cup gefährdet sah, obwohl die Mannschaft auf Platz fünf stehend nur drei Punkte Rückstand auf den Zweiten Slavia Prag hatte.
Für ein Jahr ging Bokša nach Kuwait und trainierte in der Stadt Kuwait den Kazma SC. Nach seiner Rückkehr nach Tschechien trainierte er Baník Ostrava (2000 bis 2001), den SK České Budějovice (2001 bis 2002), den 1. FC Synot (Juli bis Oktober 2002) und den FK Mladá Boleslav (Juli bis Oktober 2004). Anschließend war Bokša anderthalb Jahre Fußballlehrer an der VOŠ a SOŠ in Roudnice nad Labem, einer Schule mit Fußballklassen. In der Saison 2006/07 sollte er den Erstligaabsteiger Vysočina Jihlava zurück in die Gambrinus Liga bringen, was ihm jedoch nicht gelang. Er kehrte an die VOŠ a SOŠ zurück. Seit 2008 arbeitet Bokša als Cheftrainer der Juniorenabteilung von Sparta Prag.